# Делавен-Лейк (Вісконсин)
Делавен-Лейк (англ. Delavan Lake) — переписна місцевість (CDP) в США, в окрузі Волворт штату Вісконсин. Населення — 2803 особи (2020).

## Географія
Делавен-Лейк розташований за координатами 42°35′56″ пн. ш. 88°37′28″ зх. д. / 42.59889° пн. ш. 88.62444° зх. д. (42.598884, -88.624497).  За даними Бюро перепису населення США в 2010 році переписна місцевість мала площу 17,11 км², з яких 10,64 км² — суходіл та 6,46 км² — водойми.

## Демографія
Згідно з переписом 2010 року, у переписній місцевості мешкало 2649 осіб у 1068 домогосподарствах у складі 724 родин. Густота населення становила 155 осіб/км².  Було 2311 помешкання (135/км²).
Расовий склад населення:
| - 93,4 % — білих - 0,6 % — чорних або афроамериканців - 0,3 % — азіатів - 0,2 % — вихідців з тихоокеанських островів - 0,2 % — корінних американців - 3,9 % — осіб інших рас |

До двох чи більше рас належало 1,5 %. Частка іспаномовних становила 9,3 % від усіх жителів.
За віковим діапазоном населення розподілялося таким чином: 23,4 % — особи молодші 18 років, 62,4 % — особи у віці 18—64 років, 14,2 % — особи у віці 65 років та старші. Медіана віку мешканця становила 42,4 року. На 100 осіб жіночої статі у переписній місцевості припадало 106,3 чоловіків;  на 100 жінок у віці від 18 років та старших — 100,6 чоловіків також старших 18 років.
Середній дохід на одне домашнє господарство  становив 80 092 долари США (медіана — 51 711), а середній дохід на одну сім'ю — 100 812 долари (медіана — 65 893). Медіана доходів становила 42 889 доларів для чоловіків та 41 522 долари для жінок. За межею бідності перебувало 7,5 % осіб, у тому числі 4,0 % дітей у віці до 18 років та 7,4 % осіб у віці 65 років та старших.
Цивільне працевлаштоване населення становило 1127 осіб. Основні галузі зайнятості: виробництво — 29,4 %, науковці, спеціалісти, менеджери — 15,5 %, освіта, охорона здоров'я та соціальна допомога — 14,4 %.